# Lars Olofsson Lefrén
Lars Olofsson Lefrén, född 19 december 1722, död 15 januari 1803, var en svensk orientalist och teolog.
Lars Lefrén föddes i Levene i Västergötland som son till bonden Olof Karlsson och hans hustru Anna Persdotter. Hans tidiga anlag för läsning förmådde föräldrarna att skicka honom till Skara skola och, sedan han även genomgått gymnasium, lät de honom 1746 fortsätta sina studier vid universitetet i Åbo. Lefrén promoverades till filosofie magister 1751 och kallades året därefter till docent i österländska språk och utnämndes till adjunkt vid filosofiska fakulteten 1765. Han förordnades 1770 till "akademie bibliotekarie" och befordrades 1772 till professor i österländska språk, och kallades till ledamot i bibelkommissionen. 1784 utbytte han sin professur i österländska språk mot tredje teologie professuren med Nådendals pastorat till prebende samt befordrades 1790 till andra teologie professor, vilket ämbete han innehade till sin död.
Som orientalist och teolog hade han en omfattande lärdom. I yngre år skrev han några skönlitterära alster, som publicerades i Lars Salvius lärda tidningar 1753–1754. Han skrev utöver detta över 50 akademiska dissertationer.
Han var sedan 1775 gift med Johanna Elisabeth Leijonancker. Lars Olofsson Lefrén var far till Carl Adolf af Lefrén och Johan Lefrén.